# Luca Marrone
Luca Marrone (Bosconero, 1990. március 28. –) olasz labdarúgó, aki jelenleg a Serie A-ban szereplő Hellas Verona csapatának tagja.

## Fiatalkora
Marrone a Torino közeli Bosconeróban született. A Juventus már gyermekkorában felfigyelt játékára, és már 1996-ban csatlakozott a korosztályos csapatokhoz. Itt játszott 2009-2010 között, amikor először kapott lehetőséget a nagy csapatnál.

## Klubkarrier
Debütálása után az élvonalban nem kapott sok lehetőséget a csapatban, ezért az idény végén a torinói klub kölcsönadta. A Serie B-ben szereplő AC Siena csapatához került, ahol az egykori Juve-játékos Antonio Conte volt a tréner. Ez a szezonja jól sikerült, többször kezdőként is számoltak vele, és még a gól is összejött a szezonban. Kölcsönszerződése lejártával visszatért a Juventus-hoz, ahol már több lehetőséget kapott, ezt segítette az is, hogy vele együtt Conte is visszatért a csapathoz, edzőként. Azóta pályája felfelé ível, és egyre többet játszik a csapatban.